# Hister pransus
Hister pransus är en skalbaggsart som beskrevs av Lewis 1892. Hister pransus ingår i släktet Hister och familjen stumpbaggar. Inga underarter finns listade i Catalogue of Life.